# Arnaud Chéritat
Arnaud Chéritat (7 de junho de 1975) é um matemático francês, diretor de pesquisas do Institut de Mathématiques de Toulouse. Suas pesquisas envolvem dinâmica complexa e a forma dos conjuntos de Julia.
Chéritat obteve uma licenciatura em matemática em 1995 na Escola Normal Superior de Paris, um diplôme d'études approfondies em matemática pura em 1996 na Universidade Paris-Sul, e um mestrado em matemática pura e aplicada e informática em 1998 na Escola Normal Superior de Paris. Obtev um doutorado em 2001 na Universidade Paris-Sul, orientado por Adrien Douady, com a habilitação em 2008 na Universidade de Toulouse. Foi maître de conférences na Universidade de Toulouse de 2002 a 2007, quando foi para o Institut de Mathématiques de Toulouse.
Recebeu o Prêmio Leconte  de 2006. Foi palestrante convidado do Congresso Internacional de Matemáticos em Hyderabad (2010: Quadratic Julia sets with positive area). In 2012, he became one of the inaugural fellows of the American Mathematical Society.

## Publicações selecionadas
- com Artur Avila e Xavier Buff: Avila, Artur; Buff, Xavier; Chéritat, Arnaud (2004). «Siegel disks with smooth boundaries». Acta Mathematica. 193 (1): 1–30. doi:10.1007/BF02392549
- com Xavier Buff: Buff, Xavier; Chéritat, Arnaud (2004). «Upper bound for the size of quadratic Siegel disks». Inventiones Mathematicae. 156 (1): 1–24. Bibcode:2004InMat.156....1B. doi:10.1007/s00222-003-0331-6
- com Xavier Buff: Buff, Xavier; Chéritat, Arnaud (2006). «The Brjuno function continuously estimates the size of quadratic Siegel disks». Annals of Mathematics. 164 (1): 265–312. JSTOR 20159990. arXiv:math/0401044. doi:10.4007/annals.2006.164.265